# Wittelsbach (Schiff, 1902)
Die Wittelsbach war das erste von fünf Linienschiffen der nach ihr benannten  Wittelsbach-Klasse der Kaiserlichen Marine. Das Schiff lief 1900 bei der Kaiserlichen Werft Wilhelmshaven vom Stapel. Es war nach dem deutschen Adelsgeschlecht Wittelsbach benannt.
1901 liefen die Schwesterschiffe Wettin bei Schichau in Danzig, Zähringen auf der Germaniawerft in Kiel, Schwaben auch auf der Kaiserlichen Werft Wilhelmshaven und Mecklenburg bei der AG Vulcan in Stettin vom Stapel.

## Technische Daten
Die Schiffe der Wittelsbach-Klasse waren 127 m lang, verdrängten etwa 11.775 Tonnen, und sollten 18 Knoten laufen.
Die Besatzungsstärke war 33 Offiziere und 650 Unteroffiziere und Mannschaften. Bei Einsatz als Geschwaderflaggschiff waren zusätzlich ein Stab von 13 Offizieren und 66 Unteroffizieren an Bord.
Die Bewaffnung bestand, wie bei der vorhergehenden Kaiser-Friedrich-Klasse, aus vier 24-cm-, achtzehn 15-cm- und zwölf 8,8-cm-Schnellfeuergeschützn sowie zwölf 3,7-cm-Revolverkanonen und sechs Torpedorohren.

## Einsatz
Die Wittelsbach war von ihrer Indienststellung am 15. Oktober 1902 bis 1916 fast ununterbrochen im Flottendienst. Während ihrer Erprobungen lief sie auf einer Fahrt von Wilhelmshaven nach Kiel um Kap Skagen bei dichtem Nebel am 13. Dezember 1902 im Großen Belt auf. Trotz Bemühungen der Prinz Heinrich, der Kaiser Karl der Große, von Schleppern und Hilfsschiffen sowie Leichterungen des Schiffs kam die Wittelsbach erst am 20. Dezember wieder frei.

### Dienst im Frieden
Nach einem Werftaufenthalt in Kiel trat die Wittelsbach am 1. März 1903 als Flaggschiff des 2. Admirals in das I. Geschwader ein. Am 1. Oktober 1904 wurde sie dann Flaggschiff des I. Geschwaders, das aus vier Schiffen der Wittelsbach-Klasse und vier der Kaiser-Friedrich-Klasse bestand. Im September 1908 traten Schlesien und Hannover zum Verband. Letztere übernahm die Funktion des Flaggschiffs von der Wittelsbach. Diese war zeitweise Flaggschiff des 2. Admirals, ehe sie am 20. September 1910 außer Dienst stellte und durch das Großlinienschiff Posen ersetzt wurde.
Am 16. November 1911 wurde die Wittelsbach als Stammschiff der Reserve-Division der Nordsee wieder in Dienst gesetzt. Im Mai 1912 verlegte sie dann nach Kiel, um die gleiche Funktion in der Ostsee wahrzunehmen. Neben den üblichen Übungen transportierte sie vom 5. bis 7. Juli 1913 eine Frithjof-Statue nach Balholmen, die die Besatzung dort aufstellte und die der mit seiner Yacht Hohenzollern anwesende Kaiser am 31. Juli an den norwegischen König Haakon VII. übergab. Nach den üblichen Diensten im Lehrgeschwader übernahm für den erkrankten Kommandanten am 23. Juni 1914 der Lehrer an der Marineakademie, Kapitän zur See Eberhard von Mantey, vorübergehend das Kommando. Durch den kurz darauf erfolgten Kriegsausbruch wurde dies zu einem dauerhaften Kommandowechsel.

### Kriegseinsatz

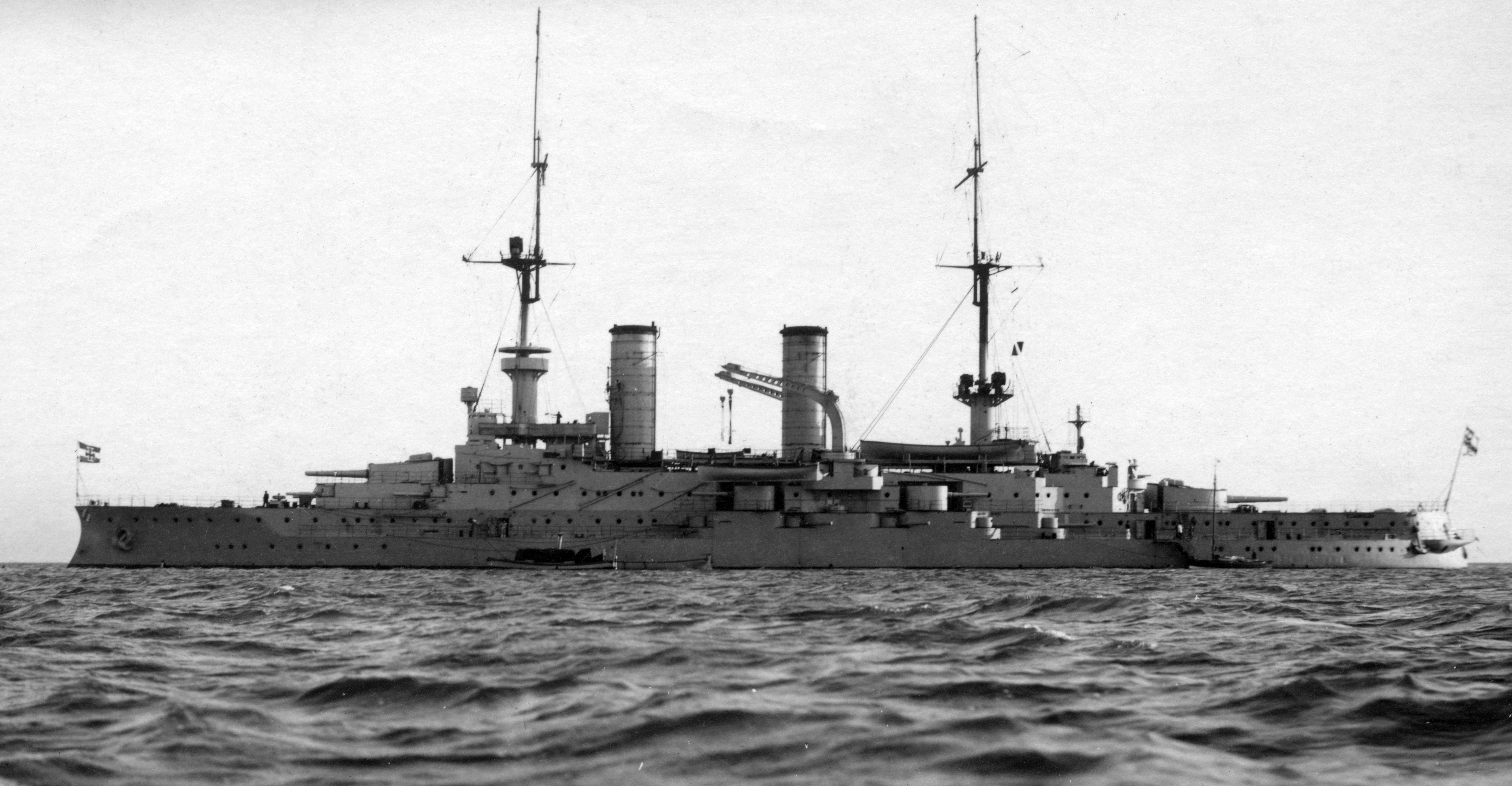
Die Wittelsbach ca. 1915 vor Borkum

Mit der Mobilmachung wurde die Wittelsbach Flaggschiff des IV. Geschwaders der Hochseeflotte, das vor allem in der Ostsee zum Einsatz kam. Dem Geschwader unter dem bisherigen Inspekteur der Schiffsartillerie, Vizeadmiral Ehrhard Schmidt, gehörten die Schwesterschiffe Wettin, Zähringen, Schwaben und Mecklenburg sowie die Braunschweig und Elsass an.
Der Verband stieß am 26. August 1914 nach der Nachricht vom Auflaufen des Kleinen Kreuzers Magdeburg erstmals in die östliche Ostsee vor, brach den Vorstoß aber am 28. schon auf der Höhe von Bornholm wieder ab, da die Magdeburg inzwischen gesprengt war. Der nächste Vorstoß erfolgte vom 3. bis 9. September unter dem Oberbefehlshaber der Ostseestreitkräfte (O.d.O.), Großadmiral Prinz Heinrich von Preußen, auf dem Panzerkreuzer Blücher mit den sieben Linienschiffen, fünf Kleinen Kreuzern und 24 Torpedobooten. Der Kleine Kreuzer Augsburg traf am 6. September auf die russischen Panzerkreuzer Bajan und Pallada nördlich von Dagö. Ihr Versuch, diese zu einer Verfolgung in Richtung der Blücher zu veranlassen, misslang. Die Russen zogen sich in den Finnischen Meerbusen zurück und es kam zu keinem Gefecht.
Vom 11. bis 20. September wurde das Geschwader kurzzeitig in die Nordsee verlegt. Ein weiterer Vorstoß in die östliche Ostsee der beiden Reservegeschwader (IV./V.) mit dem O.d.O., Prinz Heinrich, an Bord der Braunschweig am 22. September wurde wegen drohender U-Boot-Gefahr vorzeitig abgebrochen. Neben Übungen in der Ostsee wurden die Schiffe des Geschwaders auch im Vorposten- und Sicherungsdienst in der Nordsee, hauptsächlich auf der Elbmündung sowie der Jademündung, eingesetzt. Die Wittelsbach war dort vom 4. Dezember 1914 bis zum 2. April 1915 stationiert, um dann nach Kiel in die Werft zugehen.
Anfang Mai 1915 unternahm die VIII. Division mit der Wittelsbach, der Wettin, der Schwaben und der Mecklenburg unter Vizeadmiral Schmidt wieder einen Vorstoß in der Ostsee, der bis Utö und zum Feuerschiff Kopparstenarne führte, aber zu keinem Feindkontakt führte. Die Schiffe führten auf diesem Vorstoß einen blinden dritten Schornstein, um Schiffe der kampfstärkeren Braunschweig-Klasse vorzutäuschen. Vom 27. Mai bis zum 4. Juli 1915 wurde die Wittelsbach letztmals im Vorpostendienst in der Nordsee eingesetzt, bis das IV. Geschwader schließlich aus dem Bereich der Hochseestreitkräfte ausschied und dem O.d.O. auf Dauer unterstellt wurde.
Das IV. Geschwader wurde im August 1915 in der Ostsee für ein Unternehmen gegen den Rigaischen Meerbusen herangezogen, das den Vormarsch des Heeres auf Riga unterstützen sollte. Die Leitung dieses Unternehmens, zu dem auch das I. Geschwader sowie die I. und II. Aufklärungsgruppe aus der Nordsee abgestellt wurden, übernahm der Chef des IV. Geschwaders, Vizeadmiral Schmidt. Die Wittelsbach lief beim Auslaufen aus Danzig-Neufahrwasser am 10. Juli auf, kam jedoch mit eigener Kraft wieder frei und folgte dem Geschwader. Nach zwei Vorstößen bis nördlich Gotska Sandön folgten zwei erfolglose Versuche, durch die verminte Irbenstraße in den Rigaischen Meerbusen einzubrechen. Beim ersten Versuch sollte die Wittelsbach gegebenenfalls den Einbruchsverband führen, beim zweiten blieb sie in  Libau zurück. Nach Abschluss des Unternehmens verblieb sie in Libau und nahm als Flaggschiff des neuen Geschwaderchefs Vizeadmiral Friedrich Schultz vom 9. bis 11. September 1915 mit ihren vier Schwesterschiffen an einem Vorstoß in Richtung Gotland teil. Als letzter Einsatz erfolgte am 7. und 8. Oktober zusammen mit der Elsass die Sicherung des Auslegens zweier Minensperren.
Am 10. November verlegte die Wittelsbach von Libau nach Kiel und wurde als Teil der neugebildeten Bereitschaftsdivision Ostsee vor Schilksee verankert. Zum 1. Februar 1916 wurde sie für kurze Zeit mit reduzierter Besatzung Rekruten-Exerzierschiff in Kiel. Am 24. August 1916 wurde sie außer Dienst gestellt und 1917 als Beischiff nach Wilhelmshaven verlegt.
Nach Kriegsende wurde die Wittelsbach ab dem 1. Juni 1919 als Mutterschiff für flachgehende Minensuchboote in der Ostsee bis zum 20. Juli 1920 eingesetzt.

## Verbleib
Am 8. März 1921 wurde die Wittelsbach aus der Liste der Kriegsschiffe gestrichen. Am 7. Juli 1921 wurde das Schiff für 3.561.000 Reichsmark verkauft und in Wilhelmshaven verschrottet.

## Kommandanten
| Oktober bis Dezember 1902         | Kapitän zur See Johannes Wallmann                        |
| Dezember 1902 bis Januar 1904     | Kapitän zur See Johannes Stein                           |
| Januar 1904 bis September 1905    | Kapitän zur See Raimund Winkler                          |
| September 1905 bis September 1908 | Kapitän zur See Maximilian von Spee                      |
| September 1908 bis September 1910 | Fregattenkapitän / Kapitän zur See Alfred Begas          |
| Oktober 1911 bis Mai 1912         | Kapitän zur See Max Hahn                                 |
| Mai bis September 1912            | Kapitän zur See Richard Lange                            |
| September 1912 bis Juni 1914      | Kapitän zur See Ehler Behring                            |
| Juni 1914 bis Januar 1916         | Kapitän zur See Eberhard von Mantey                      |
| Januar bis August 1916            | Korvettenkapitän Friedrich Lüring (reduzierte Besatzung) |
| Juni 1919 bis ? 1919              | Kapitänleutnant Botho Schepke                            |
| ? 1919 bis März 1920              | Kapitänleutnant Edmund Pauli                             |
| März 1920                         | Korvettenkapitän Helmuth Mühlau (m.W.d.G.b.; †)          |
| März bis Juli 1920                | unbekannt                                                |